# مورتشيبا

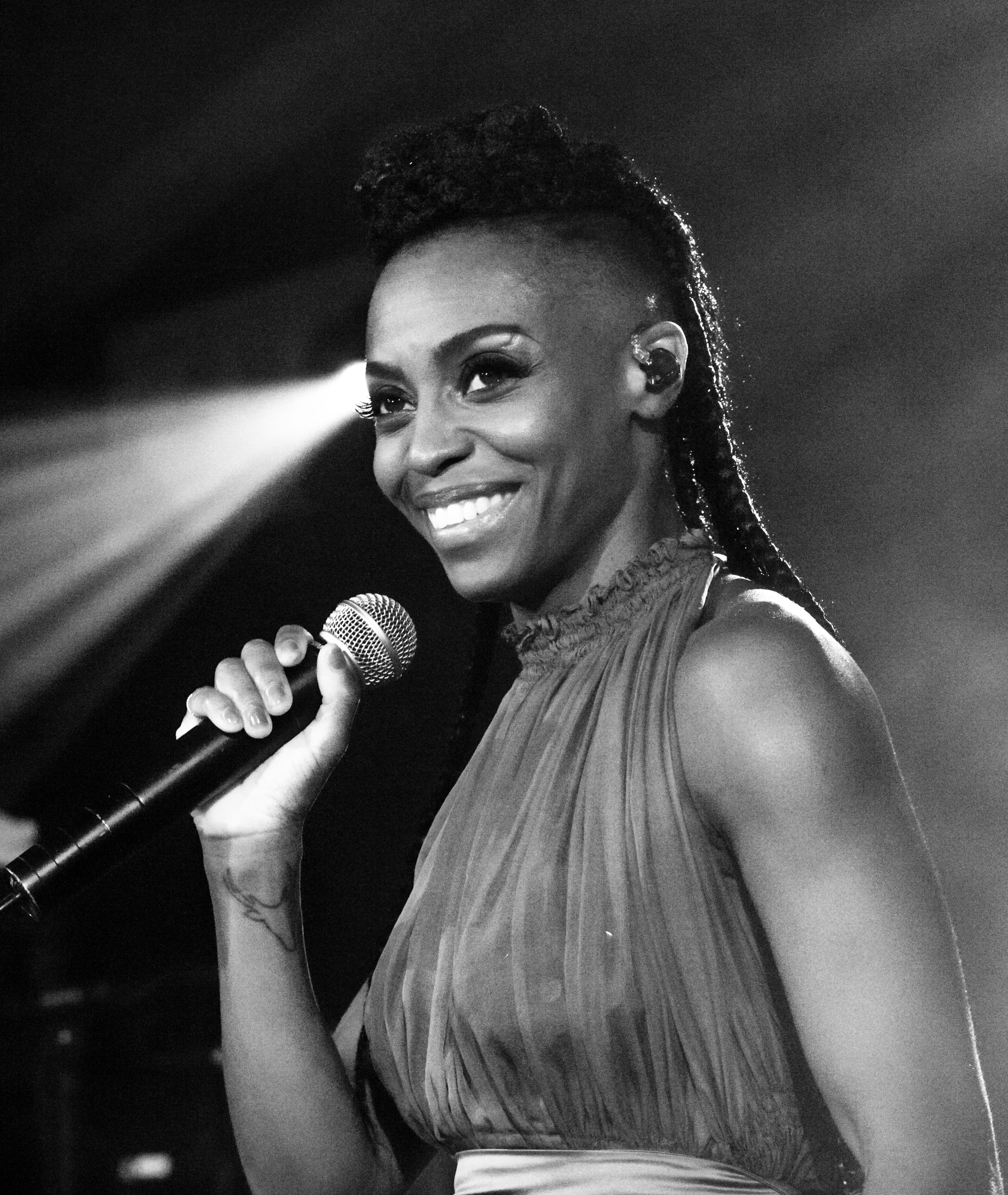
سكاي إدواردز في إحدى مهرجانات سنة 2018 في فرايبورغ في ألمانيا

مورتشيبا (بالإنجليزية: Morcheeba)‏ هي فرقة غنائية إنجليزية تأسست سنة 1995 في العاصمة الإنجليزية لندن.